# Никсон (фильм)
«Никсон» (англ. Nixon) — фильм американского режиссёра Оливера Стоуна 1995 года, второй (после картины «Джон Ф. Кеннеди. Выстрелы в Далласе») в его серии фильмов, посвящённых президентам США.

## Сюжет
Фильм описывает важные вехи жизни 37-го президента США Ричарда Милхауза Никсона, а также его политической карьеры после 1960 года — периода первой кампании Никсона на пост президента, — особенно концентрируясь на событиях вокруг Уотергейтского скандала.
В фильме сразу заявляется, что события в нём могут описываться не абсолютно достоверно. Перед началом действия на экране появляется следующий текст:

События и персонажи этого фильма не вымышлены. В основу сюжета положены материалы из общедоступных источников информации и исторических документов. Некоторые сцены основаны на догадках и предположениях.Оригинальный текст (англ.)This film is a dramatic interpretation of events and characters based on public sources and an incomplete historical record. Some scenes and events are presented as composites or have been hypothesized or condensed.
За ним в качестве эпиграфа к повествованию следует цитата из Евангелия от Матфея:

Какая польза человеку, если он приобретёт весь мир, а душе своей повредит?Оригинальный текст (англ.)For what is a man profited, if he shall gain whole world, and lose his own soul?— (Мф. 16:26)
Практически каждая сцена предваряется указанием на период времени, в который происходили события.
Во вступительной сцене члены группы «сантехников» (англ. plumbers) ужинают ночью в отеле «Уотергейт», параллельно смотря мотивационный фильм «Министерства труда», а после — проверив оборудование и повторив план операции, спешно покидают помещение. Далее нам показывают фрагмент новостного выпуска о задержании «сантехников».

## В ролях
| Актёр           | Роль                                  |
| --------------- | ------------------------------------- |
| Энтони Хопкинс  | Ричард Никсон                         |
| Джоан Аллен     | Пэт Никсон                            |
| Джеймс Вудс     | Г. Р. Холдеман                        |
| Пол Сорвино     | Генри Киссинджер                      |
| Пауэрс Бут      | Александр Хэйг                        |
| Эд Харрис       | Э. Говард Хант                        |
| Файвуш Финкель  | Мюррей Чотинер                        |
| Боб Хоскинс     | Джон Эдгар Гувер (директор ФБР)       |
| Джей Ти Уолш    | Джон Эрликман                         |
| Мэдлин Кан      | Марта Билл Митчелл                    |
| Кевин Данн      | Чарльз Колсон                         |
| Дэн Хедайя      | Трини Кардоса                         |
| Эдвард Херрманн | Нельсон Рокфеллер                     |
| Борис Сичкин    | Леонид Брежнев                        |
| Фима Новик      | Андрей Громыко                        |
| Раиса Данилова  | русская переводчица                   |
| Ларри Хэгмэн    | Джек Джонс                            |
| Кори Кэрриер    | Ричард Никсон в возрасте 12 лет       |
| Рик Янг         | Мао Цзэдун                            |
| Роберт Маршалл  | Спиро Агнью                           |
| Мишель Крусик   | студентка (впервые на широком экране) |

## Награды и номинации
- 1996 — 4 номинации на премию «Оскар»[2]: лучшая мужская роль (Энтони Хопкинс), лучшая женская роль второго плана (Джоан Аллен), лучший оригинальный сценарий (Стивен Дж. Ривель, Кристофер Уилкинсон, Оливер Стоун), лучшая музыка к драматическому фильму (Джон Уильямс)
- 1996 — номинация на премию «Золотой глобус»[3] за лучшую мужскую роль — драма (Энтони Хопкинс)
- 1996 — номинация на BAFTA[4] за лучшую женскую роль второго плана (Джоан Аллен)
- 1996 — 3 номинации на премию Гильдии киноактёров США[5]: лучшая мужская роль (Энтони Хопкинс), лучшая женская роль (Джоан Аллен), лучший актёрский состав
- 1996 — премия Национального общества кинокритиков США[6] за лучшую женскую роль второго плана (Джоан Аллен)
- 1996 — номинация на премию «Artios»[7] за лучший подбор актёров в драматическом фильме (Хайди Левитт)